# Мунсют
Мунсю́т (рос. Мунсют, чув. Мăнçут) — присілок у складі Цівільського району Чувашії, Росія. Входить до складу Ігорварського сільського поселення.
Населення — 367 осіб (2010; 418 у 2002).
Національний склад:
- чуваші — 97 %